# Moisés Solana

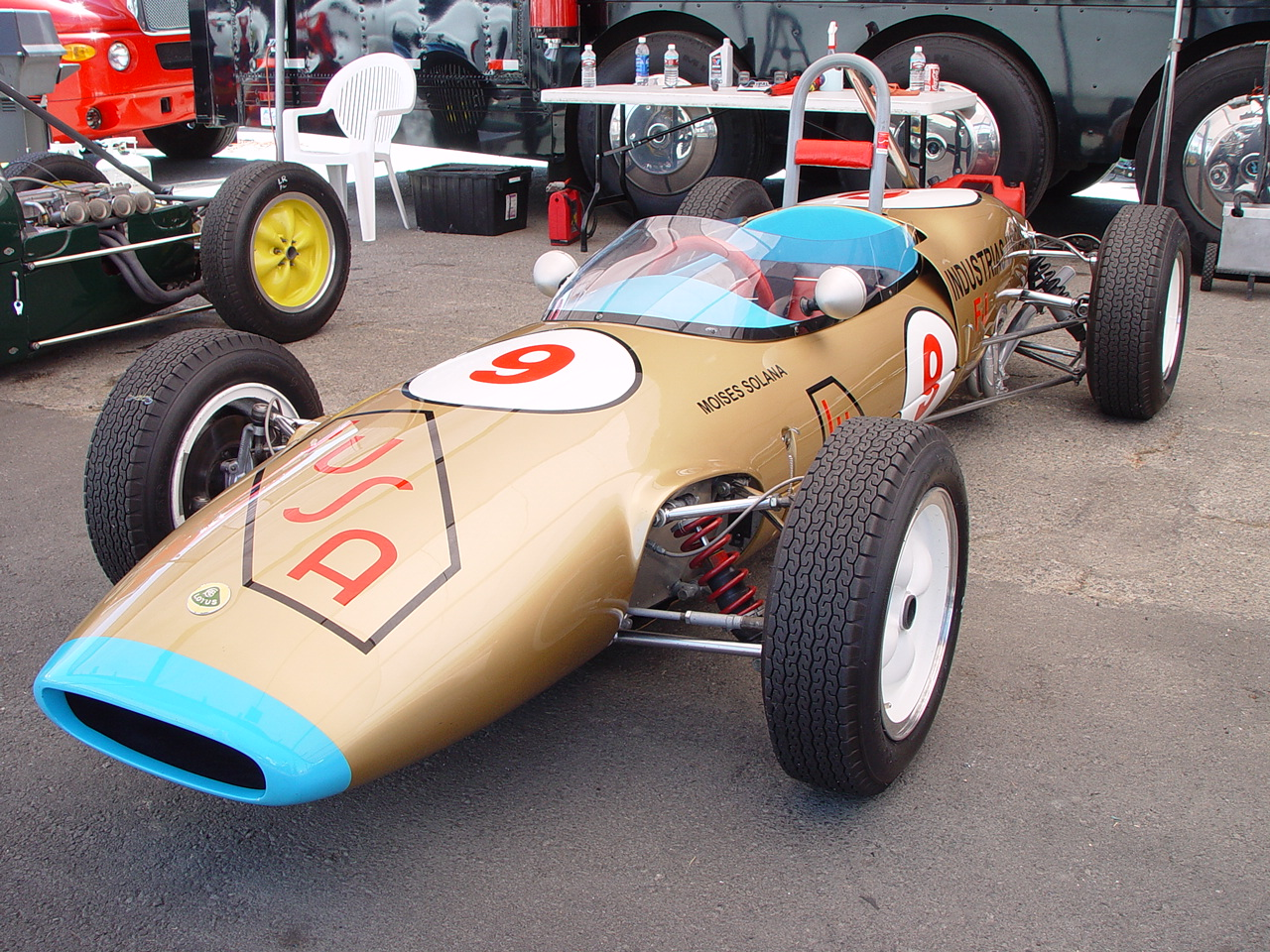
Carro de Solanas, Wine Country
Classic, 2003.

Moisés Solana Arciniega (26 de dezembro de 1935 – 27 de julho de 1969) foi um automobilista mexicano, que competiu na Fórmula 1 de 1963 até 1968.
Correu pelas equipes BRM, Lotus e Cooper. Apesar de ser um dos melhores automobilistas de seu país, cujo desempenho era comparado aos irmãos Pedro Rodríguez e Ricardo Rodríguez, disputou apenas oito corridas, e não marcou nenhum ponto.
Solana, um dos últimos pilotos a correr com o número 13 no carro (a última foi a inglesa Divina Galica), era conhecido em seu país como A estrela negra do automobilismo mexicano. Morreu em 27 de julho de 1969, quando bateu seu carro em um muro de concreto. O carro pegou fogo e o mexicano morreu na hora - o resgate demorou duas horas para chegar ao local.